# Katarzyna Figura
Katarzyna Figura (n. 22 martie 1962, Varșovia, Polonia) este o actriță poloneză. Uneori este menționată pe genericul filmelor sub numele Kasia Figura, ca în Pret-a-Porter: Crimă în lumea modei (Prêt-à-porter), filmul lui Robert Altman din 1994.

## Biografie și carieră
Figura s-a născut la Varșovia, Polonia. Ea a absolvit Academia Națională de Arte Dramatice din Varșovia și și-a continuat studiile la Paris la Conservatoire d'Art Dramatique. Este una dintre cele mai recunoscute și populare actrițe din industria cinematografică poloneză contemporană. A jucat adesea rolurile unor bombe blonde, prostituate și soții de oameni bogați. Recent, ea și-a schimbat imaginea radical în favoarea unor personaje mai mature, de foarte multe ori întristate și amărâte.
Katarzyna Figura apare încă în emisiuni de televiziune. De mulți ani, ea a apărut în episoade individuale ale unor sitcom-uri populare și a apărut în mod regulat în emisiunea Witches (din 2005). 
În 2004, a revenit la teatru după o absență de lungă durată. Rolul ei în piesa Alina în Occident de Paweł Miśkiewicz de la Teatrul Dramatic din Varșovia a fost foarte apreciat de critici. Și-a ras părul din cap pentru acest rol, renunțând astfel la imaginea ei de sex simbol. A jucat la Teatr Współczesny din Varșovia între 1985 și 1988. A fost numită Marilyn Monroe a Poloniei după rolul ei în filmul lui Radosław Piwowarski, Pociąg do Hollywood (Tren spre Hollywood, 1987), primul ei rol cinematografic important. A pierdut apoi rolurile din Joc de culise (1992), Dracula (1992) și Agentul 007 contra GoldenEye (1995).
A fost distinsă cu două premii Leul de Aur pentru cea mai bună actriță (în 1999 și în 2003) la Festivalul de Film de la Gdynia, precum și cu un Vultur pentru cea mai bună actriță la Premiile Filmului Polonez (în 2004).

## Viață privată
Are un fiu, Aleksander (n. 1987), cu fostul soț Jan Chmielewski. Prima ei fiică, Koko Claire Figura-Schoenhals, s-a născut la 24 octombrie 2002 în New York, SUA. A doua fiică a sa, Kashmir Amber, s-a născut la 27 februarie 2005 în Varșovia, Polonia.

## Filmografie
- Zginął pies (1976)
- Mysz (1979)
- Przeznaczenie (1983)
- Bez końca (1984)
- Ga. Ga. Chwała bohaterom (1985)
- Rośliny trujące (1985)
- Osobisty pamiętnik grzesznika przez niego samego spisany (1985)
- Zkrocení zlého muže (1986)
- Pierścień i róża (1986)
- Komediantka (1986)
- Szörnyek évadja (1987) film maghiar regizat de Miklós Jancsó
- Szornyek Evadya (1987)
- W klatce (1987)
- Pociąg do Hollywood (1987)
- Kingsajz (1988) film fantastic polonez de Juliusz Machulski.

Această comedie urmărește un tânăr om de știință din lumea contemporană, care a venit de fapt din lumea piticilor, datorită unei poțiuni magice, care aparține Marelui Mâncător, conducătorul piticilor.
- Nebojsa (1988)
- Rififi po sześćdziesiątce (1989)
- Porno (1989)
- L'ambassade en folie (1990)
- Piggate (1990)
- Mleczna droga (1990)
- Panny i wdowy (1991)
- Obywatel świata (1991)
- Vortice mortale (1992)
- Voices in the Garden (1992)
- Fatal Past (1993)
- Wesoła noc smutnego biznesmena (1993)
- Ready to Wear (Prêt-à-Porter, 1994) film american
- Too Fast Too Young (1995) Regia Tim Everitt.
- Wrzeciono czasu (1995)
- Niemcy (1996)
- Kiler (1997)
- Historie miłosne (1997)
- Szcześliwego Nowego Jorku (1997) – Teresa („Teriza”), sora lui „Azbest”
- Słoneczny zegar (1997)
- Prostytutki (1997)
- Złoto dezerterów (1998)
- Kiler-ów 2-óch (1999) Continuare a filmului Kiler.
- Ajlawju (1999)
- Zakochani (2000)
- Zemsta (2002)
- Pianistul (2002)
- Kariera Nikosia Dyzmy (2002)
- Ubu Król (2003)
- Żurek (2003)
- Summer Love (2006)
- We're All Christs (2006)
- Aria Diva (2007)
- Kochaj i tańcz (2008)
- To nie tak, jak myślisz, kotku (2008)
- Cudowne lato (2010)
- Och, Karol (2011)
- Wyjazd integracyjny (2011)
- Bejbi blues (2012)
- Yuma (2012)
- Podejrzani zakochani (2013)
- Panie Dulskie (2015)
- Słaba płeć? (2016)
- Ah śpij kochanie (2017)
- 7 uczuć (2018)
- Diablo (2019)
- Raz, jeszcze raz (2019)
- Śniegu już nigdy nie będzie (2020)